# Znalezione pieniądze
Znalezione pieniądze (org. Found Money) to telewizyjny dramat sensacyjny.

## Opis
Max Sheppard (Dick Van Dyke), specjalista komputerowy i kierownik oddziału "First National Bank" w Nowym Jorku, dowiaduje się przypadkowo, że pomimo bliskiej emerytury ma zostać zwolniony z pracy. Jego powiernikiem i towarzyszem niedoli jest Sam Green (Sid Caesar), były pracownik służby bezpieczeństwa banku, który już wcześniej poszedł w odstawkę. Ze złości na bezlitosne postępowanie banku, przy pomocy komputerów, Max zaczyna przekazywać pieniądze, z zamrożonych co najmniej od pięciu lat kont, na utworzone przez siebie "The Invisible Friend, Inc.". Max i Sam rozsyłają z konta jej fundacji czeki wartości 10 tys. dolarów ludziom w Nowym Jorku, którzy spełnili jakiś dobry uczynek. Akcja ta wzbudza wkrótce ogromne zainteresowanie. Dziennikarka telewizyjna – Leslie Lee Philips (Shelley Hack) podejrzewa, że za tą akcją kryje się jakaś tajemnicza historia i próbuje zidentyfikować "przyjaciela ludzkości".